# Мендес, Дуглас
Ду́глас Ме́ндес Море́йра (порт.-браз. Douglas Mendes Moreira; род. 13 июня 2004, Токантинс) — бразильский футболист, защитник зальцбургского клуба «Ред Булл», выступающий на правах аренды за «Ред Булл Брагантино».

## Клубная карьера
Мендес — воспитанник клуба «Понте-Прета». 26 ноября 2021 года в матче против «Коритибы» он дебютировал в бразильской Серии B. Летом 2022 года Менедс перешёл в «Ред Булл Брагантино». 10 ноября в матче против «Форталезы» он дебютировал в бразильской Серии A. 
В июле 2023 года футболист перешёл в зальцбургский «Ред Булл», с которым подписал контракт до конца июня 2028 года. Также футболист остался в клубе «Лиферинг» ещё на сезон на правах арендного соглашения.

## Международная карьера
В 2023 году в составе молодёжной сборной Бразилии Мендес стал победителем молодёжного чемпионата Южной Америки в Колумбии. На турнире он сыграл в матчах против сборных Перу, Колумбии, Парагвая, Эквадора и Уругвая.

## Достижения
Командные
 Бразилия (до 20)
- Победитель молодёжного чемпионата Южной Америки — 2023